# بوكارامانغا
بوكارامانغا (بالإسبانية: Bucaramanga)‏ هي بلدية كولومبية تقع في تقسيم سانتدير. يقدر عدد سكانها بـ 530,900 نسمة ومساحتها 165 كم2 وترتفع عن سطح البحر 959 متر.

## المدن التوأمة
مدينة ريبيراو بريتو هي مدينة توأمة لـبوكارامانغا.

## أعلام
- إيفان غاريدو
- بياتريس غونزاليس
- لويس كارلوس غالان
- لويس جابرييل ري
- هيكتور رويدا هرنانديز
- شيرمان كارديناس